# Banque commerciale internationale
Pour les articles homonymes, voir BCI.
La Banque Commerciale Internationale (BCI) est une banque filiale à 100 % du Groupe Banque Centrale Populaire (BCP), implantée en République du Congo.

## Histoire
La BCI a été créée le 4 octobre 2006 à la suite de la liquidation de la COFIPA. Elle a repris une partie des actifs et passifs de l’ex. COFIPA ainsi que la quasi-totalité du personnel.
En 2011 le Groupe Banque Populaire fusionne avec la Caisse d'épargne pour former le groupe BPCE. Le capital de la BCI passe à BPCE international, la holding dédiée aux participations du groupe dans des filiales à l'étranger. 
En 2018, le groupe BPCE annonce la reprise de ses filiales africaines par BCP. Le rachat de la BCI est finalisé le 11 octobre 2019. 